# Børnenes Kontor
 For alternative betydninger, se Børnenes Kontor (flertydig). (Se også artikler, som begynder med Børnenes Kontor)
Børnenes Kontor er en hjælpeorganisation, der uddeler beklædnings- og fødevarehjælp til værdigt trængende skolebørn.
Hjælpen gives i samarbejde med skolerne som naturalier til børn fra 0. til 10. klasse. Der findes Børnenes Kontor i Aarhus, Esbjerg, Horsens, Odense, Randers, Roskilde, København og Ålborg. Landsforeningen Børnenes Kontor er den fælles paraplyorganisation, som har adresse hos københavnsafdelingen.
Børnenes Kontor blev grundlagt i København i slutningen af 1890'erne af A.C. Meyer, der var journalist på »Social-Demokraten«, og han var formand indtil sin død i 1938. Børnehjemsforstander Marius Jensen ledede Børnenes Kontor 1899-1908. Børnenes Kontor eksisterer stadig og drives primært ved frivillig, ulønnet arbejdskraft.